# ایچل
ایچل (به هلندی: Egchel) یک منطقهٔ مسکونی در هلند است که در پیل ان‌ماس واقع شده‌است. ایچل ۵٫۶۶ کیلومتر مربع مساحت و ۱٬۰۰۸ نفر جمعیت دارد.